# Evarcha russellsmithi
Evarcha russellsmithi är en spindelart som beskrevs av Wesolowska, Tomasiewicz 2008. Evarcha russellsmithi ingår i släktet Evarcha och familjen hoppspindlar. Inga underarter finns listade i Catalogue of Life.